# Schermen
Schermen este o comună în Saxonia-Anhalt, Germania